# آدرین پوپا (بازیکن فوتبال، زاده ۱۹۹۰)
آدرین پوپا (انگلیسی: Adrian Popa؛ زادهٔ ۷ آوریل ۱۹۹۰) بازیکن فوتبال اهل رومانی است.
از باشگاه‌هایی که در آن بازی کرده‌است می‌توان به باشگاه فوتبال دینامو بخارست اشاره کرد.
وی همچنین در تیم ملی فوتبال رومانی بازی کرده‌است.